# CO Возничего
CO Возничего (лат. CO Aurigae), HD 40457 — одиночная переменная звезда в созвездии Возничего на расстоянии приблизительно 3408 световых лет (около 1045 парсеков) от Солнца. Видимая звёздная величина звезды — от +7,97m до +7,43m.

## Характеристики
CO Возничего — жёлто-белый сверхгигант, пульсирующая переменная звезда типа TU Кассиопеи, цефеида (CEP(B)) спектрального класса F5Ib. Радиус — около 28,11 солнечных, светимость — около 783,933 солнечных. Эффективная температура — около 6618 К.